# Swetes
Swetes – miasto w Antigui i Barbudzie, na wyspie Antigua (Saint Paul); 1872 mieszkańców (2013). Ośrodek przemysłowy.